# The Puzzle Place
 (janvier 2016).
Si vous disposez d'ouvrages ou d'articles de référence ou si vous connaissez des sites web de qualité traitant du thème abordé ici, merci de compléter l'article en donnant les références utiles à sa vérifiabilité et en les liant à la section « Notes et références ».
The Puzzle Place est une émission de télévision pour enfants, diffusée sur PBS dans les années 1990. L'émission mettait en scène un groupe  multi-ethnique d'enfants (marionnettes) qui se rencontraient au Puzzle Place. Dans chaque épisode, les personnages étaient confrontés aux divers problèmes et dilemmes de l'enfance tels que le partage, le racisme, le sexisme, etc.
En France, The Puzzle Place a été diffusée entre novembre 2002 et mars 2003 sur Playhouse Disney.

## Personnages
- Julie Woo, une jeune fille asiatique-américaine originaire de San Francisco.
- Ben Olafson, un garçon de type caucasien issu d'une ferme dans le Midwest.
- Leon MacNeil, un afro-américain de New York.
- Skye Nakia, une amérindien de la tribu Apache et ayant vécu dans une réserve indienne.
- Jody Silver, une jeune fille blanche de Cincinnati, Ohio.